# Èurit (fill d'Hermes)
Segons la mitologia grega, Èurit (en grec antic Εὔρυτος) va ser un heroi, fill d'Hermes i d'Antianira. Juntament amb el seu germà bessó Equíon, va participar en l'expedició dels argonautes.